# Polohy
Polohy (in ucraino Пологи?; in russo Пологи?, Pologi) è una città dell'Ucraina sud-orientale nell'Oblast' di Zaporižžja. Fondata nel 1887, nel 2022 aveva una popolazione di circa 18.000 abitanti.